# 山口市警察
山口市警察（やまぐちしけいさつ）は、かつて存在した山口県山口市の自治体警察。

## 概要
従来の山口県警察部が解体され、1948年（昭和23年）3月7日に山口市警察本部が設置された。1951年（昭和26年）に南警察署が設置された。
1954年（昭和29年）に新警察法が公布された。これにより国家地方警察と自治体警察が廃止され、新たに都道府県警察として山口県警察本部が発足。山口市警察も山口県警察に統合され、姿を消した。

## 組織
1948年（昭和23年）時点
- 総務課
- 警備課
- 捜査課

## 警察署
1953年（昭和28年）時点
- 山口警察署
- 南警察署